# William Oldhall
Sir William Oldhall, né vers 1390 et mort en 1466 au plus tard, est un soldat et parlementaire anglais qui a pris part à la guerre de Cent Ans.

## Biographie
Écuyer de Thomas Beaufort, duc d'Exeter, il prend part au siège de Rouen de 1418-1419 durant la guerre de Cent Ans entre l'Angleterre et la France. Il participe également à la bataille de Verneuil de 1424, et est fait sénéchal de Normandie cette même année. Il prend part à l'invasion anglaise de l'Anjou et du Maine et est nommé constable de Montsoreau. En 1440 il est chambellan de Richard Plantagenêt, duc d'York, et membre du conseil de ce dernier. Il commande les forces anglaises à La Ferté-Bernard lorsque les Français la reprennent avec succès en août 1449.
Il accompagne le duc d'York (dont il demeure le chambellan) lorsque celui-ci tente un coup de force contre le roi Henri VI en septembre 1450. Il est élu député du Hertfordshire à la Chambre des communes du Parlement d'Angleterre le mois suivant, et ses pairs l'élisent président de la Chambre, un signal de soutien envers la cause yorkiste. En 1452 il est inculpé pour complicité de rébellion en raison de sa proximité avec le duc. Reconnu coupable, il est déclaré hors-la-loi le 22 juin. Il se réfugie dans la chapelle royale de la paroisse de St. Martins-le-Grand à Londres, et y demeure trois ans. 
Sa condamnation est annulée le 9 juillet 1455, grâce à la victoire des yorkistes à la première bataille de St Albans, première bataille de la guerre des Deux-Roses. Sa date de décès est incertaine et est située entre 1460 et 1466.